# Ridderorden in Libanon
In Libanon waren tijdens de kruistochten de Europese kruisridderorden en hospitaalorden actief. Zij bouwden grote vestingen zoals het Krak des Chevaliers. De kruisvaarders, waaronder de Duitse Orde, de Tempeliers en de Orde van Sint-Jan verloren na verloop van terrein aan de moslims en zij verlieten Libanon.
In de daaropvolgende periode van overheersing door de islam en het Turkse rijk waren er honderden jaren lang geen ridderorden.
In de 19e eeuw verleenden de Ottomaanse sultans hun Turkse ridderorden aan hun Libanese onderdanen.
In 1918 werd Libanon aan de Fransen toegewezen als mandaatgebied. Al voor de onafhankelijkheid op 22 november 1943 was er een eigen Libanees decoratiestelsel.
- De Medaille van Verdienste van de Gouverneur van Groot-Libanon, na 1927 een ridderorde.
- De Orde van Verdienste 1922/1927 (Ordre du Mérite Libanais)
- De Nationale Orde van de Ceder 1936 (Ordre National du Cédre)
- De Orde van het Onderwijs 1930 (Ordre de l'Instruction Publique)